# Haworthia pulchella var. globifera
Haworthia pulchella var. globifera és una varietat de Haworthia pulchella del gènere Haworthia de la subfamília de les asfodelòidies.

## Descripció
Haworthia pulchella var. globifera és una varietat petita, glabra, lleugerament que forma tiges que forma grups. Les fulles són grogues pàl·lides a l'hivern i vermelles intenses a l'estiu. Per comparar-ho amb H. pulchella, H. globifera requereix menys protecció, es pot cultivar en llocs més assolellats.

## Distribució i hàbitat
Aquesta varietat creix a la província sud-africana del Cap Occidental, al sud-est d'Anysberg. Creix a la part alta dels vessants del nord, que són molt calorosos a l'estiu.

## Taxonomia
Haworthia pulchella var. globifera va ser descrita per M.B.Bayer i publicat a Haworthia Revisited: 136, a l'any 1999.
Etimologia
Haworthia: nom en honor del botànic britànic Adrian Hardy Haworth (1767-1833).
pulchella: epítet llatí que significa "una mica bonic", "bonic".
var. globifera: epítet llatí que significa "que forma cúmuls i rosetes globosos".
Sinonímia
- Haworthia dekenahii G.G.Sm., J. S. African Bot. 10: 140 (1944). (Basiònim/Sinònim substituït)
- Haworthia retusa var. dekenahii (G.G.Sm.) M.B.Bayer, New Haworthia Handb.: 53 (1982).
- Haworthia magnifica var. dekenahii (G.G.Sm.) M.B.Bayer, Aloe 34: 6 (1997).[5]